# ورم سرطاوي

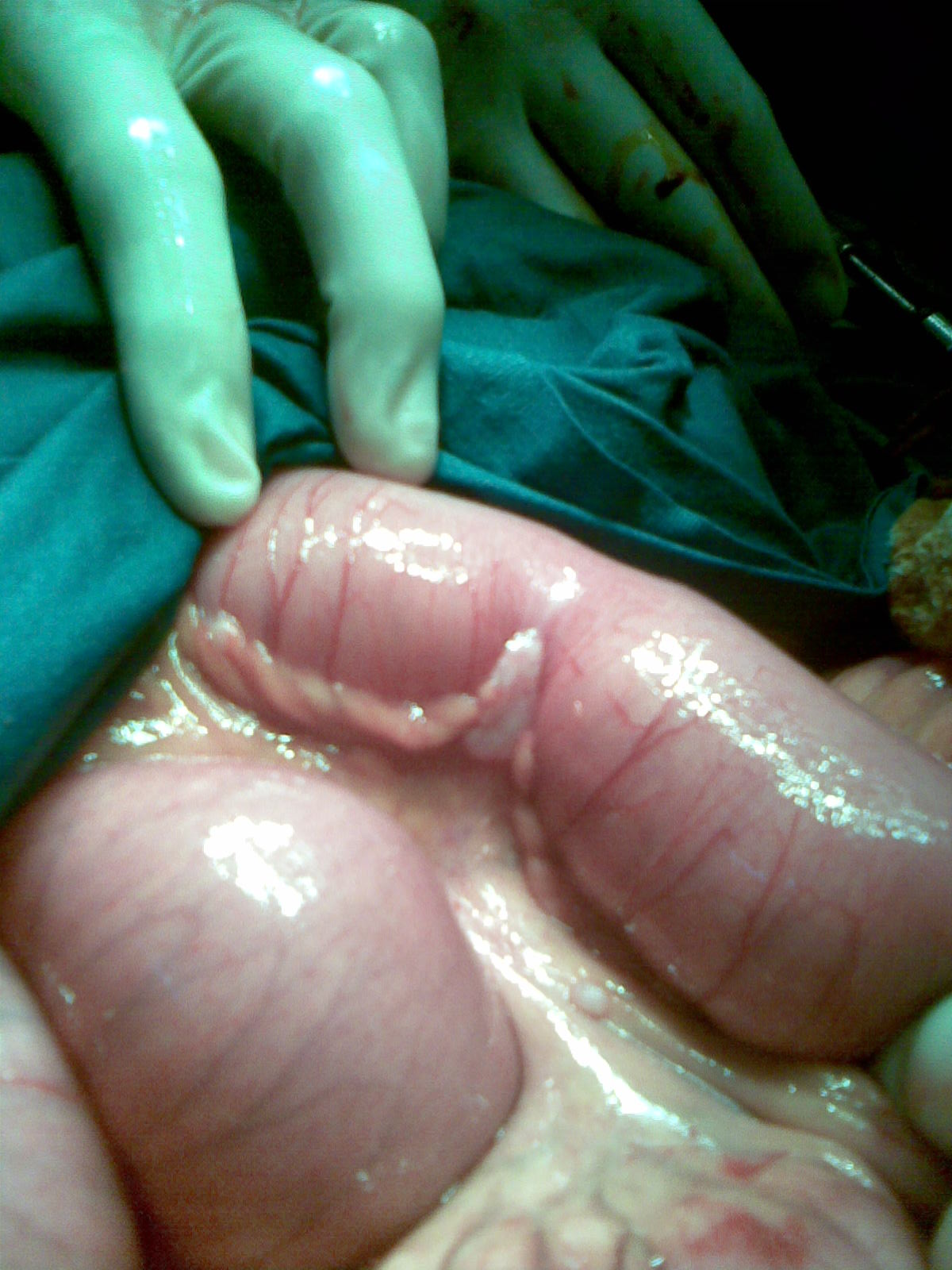
الموقع الأولي لسرطان سرطاوي في المعى

السرطاوي (يعرف أيضاً بـالورم السرطاوي)، وهو نوع بطيء النمو من الغدد الصم العصبية والتي تنشأ في خلايا الجهاز العصبي الصماوي، وفي بعض الحالات من الممكن أن يؤدي للإصابة بـالورم الخبيث. يرتبط المعى المتوسط (الصائم واللفائفي والزائدة والأعور) بالمتلازمة السرطانية.

## العلامات والأعراض
معظم الأورام ليس لها أعراض خلال الحياة الطبيعية ولا يتم اكتشافها إلا بعد إجراء عملية جراحية ولأسباب ليس لها علاقة بالمرض ( ويسمى بـالورم المصادف ) وهنالك احتمالية بتحول جميع هذه الأورام لأورام خبيثة.تفرز حوالي 10٪ من الأورام مستويات مفرطة من الهرمونات، وخصوصاً هرمون السيروتونين، مما يتسبب في:
- الإحمرار
- الإسهال
- أزيز (صفير عند التنفس)
- تشنج البطن
- وذمة طرفية

من الممكن أن يسبب تدفق السيروتونين استنزافاً للتربتوفان والذي يؤدي إلى نقص النياسيين، والذي يعرف أيضاً بـاسم البلاغرا، ويرتبط مع التهاب الجلد والخرف والإسهال. تسمى هذه الأعراض بـالمتلازمة السرطاوية أو الأزمة السرطاوية ( إذا كانت الحالة حادة ). ويعتبر في بعض الأحيان، النزيف أو حجم الورم من الأعراض البارزة. وإن منشأ وموقع السرطاوي الأكثر شيوعاً هو الأمعاء الدقيقة وخصوصاً اللفائفي. وكذلك الأورام السرطاوية هي الأورام الخبيثة الأكثر شيوعاً في الزائدة الدودية، ونادراً ماتنشأ الأورام السرطانية من المبيض أو التوتة. وغالباً توجد الأورام الخبيثة في المعى المتوسط على مستوى اللفائفي أو في الزائدة الدودية. وثاني منطقة شائعة متضررة هي الجهاز التنفسي مع 28٪ من جميع الحالات. وكما يعتبر المستقيم أيضاً موقعاً شائعاً.

## المعدي المعوي
الأورام السرطاوية هي أورام الخلايا الابودية، والتي تنشأ من الخلايا المعوية الأليفية الكورمية في جميع أنحاء الأمعاء. ولقد تم إيجاد أكثر من من ثلثي الأورام السرطاوية في السبيل الهضمي.

## الرئة
كما توجد الأورام السرطاوية في الرئتين أيضاً.

## أماكن أخرى/ النقائل (الانبثاثات)
يمكن أن يؤدي الورم الخبيث السرطاوي إلى متلازمة سرطاوية، وهذا يرجع إلى الإفراط في إنتاج العديد من المواد ( بما في ذلك السيروتونين) ، التي تندفع إلى الدورة الدموية والتي من الممكن أن تؤدي إلى هذه الأعراض: إحمرار جلدي وإسهال وتضيق قصبي ومرض صمام القلب في الجانب الأيمن، وتشير التقديرات إلى أن أقل من 6٪ من مرضى السرطاوي سوف تتطور لديهم متلازمة السرطاوي و 50٪ لديهم تدخل قلبي.

## العلاج
العملية الجراحية هي العلاج الوحيد ( إذا كانت ممكنة ). إذا انتشر الورم ( عادة ينتشر في الكبد ) فإنه يعتبر غير قابل للشفاء ولكن هناك طرق علاجية واعدة مثل: اكتروبيد  رديولبلد [5] (على سبيل المثال اللوتيتيوم (177Lu) DOTA-octreotate) أو الصيدلانية الإشعاعية 131I-MIBG (ميتا يودو البنزيل غوانيدين، [5لوقف نمو الأورام وإطالة البقاء على قيد الحياة للمرضى الذين يعانون من الانبثاث الكبدي، وعلى الرغم من ذلك فـإنها تعتبر تجربة حالية. يعتبر العلاج الكيميائي علاجاً ذو فائدة قليلة وتكاد لاتذكر. وقد يقلل الاوكتريوتيد أو لاندريوتايد ( وهو مثيل اصطناعي للسوماتوستاتين) من النشاط الإفرازي للسرطاوي، ويمكن أن يكون له تأثير مضاد للتكاثري. وكذلك يعتبر مضاد الفيروسات علاجاً فعالاً أيضاً وعادةً مايقترن مع مثيلات السوماتوستاتين.في حين أن احتمالية انتقال السرطاوي الصدفي تعتبر منخفضة ( التوصية الحالية للمتابعة خلال ثلاثة أشهر هي عمل الأشعة السينية أو التصوير بالرنين المغناطيسي ومعامل الأورام مثل السيروتونين والتاريخ والجسم وبعد ذلك إجراء فحوصات طبية سنوية.وتعتبر الأورام السرطاوية من الأمراض الأكثر شيوعاً لورم الزائدة الخبيث، ولكنها ترتبط عادةً مع الأمعاء الدقيقة ويمكن أن توجد أيضاً في المستقيم والمعدة.  تعرف هذه الأورام بأنها تنمو في الكبد ولكن هذا الإستنتاج غالباً يعتبر مظهر من مظاهر انتشار المرض السرطاوي الأولي والذي يحدث في أماكن أخرى في الجسم. كما أن نموهم يعتبر بطيئاً مقارنةً بمعظم الأورام الخبيثة.

## سرطانة الخلايا الكأسية
يقع هذا الهجين بين ورم غدي خارجي الإفراز وورم أصم باطني الإخراج ويشتق من الغدد الخبيئة للزائدة الدودية. أما في علم الأنسجة فتشكل عناقيد من الخلايا الكأسية المحتوية على الميوسين مع خليط بسيط من خلايا بانيت وخلايا الغدد الصماء. 	نمط النمو مميزاً: عادةً مايتم إنتاج مجموعة مركزة من أعشاش الورم ليتخلل بين العضلات ولحمة جدار الزائدة وكذلك عند محور الزائدة وهذا يجعل الآفة صعبة الاشتباه بشكل كبير وكذلك صعبة القياس. قد تكون أعشاش الورم الصغير مخفية بين العضلة أو في الدهون حول الزائدة ( ترتيبات السيتوكيراتين هي أفضل برهان للخلايا السرطانية ) وقد تكون بقع الميوسين مفيدة أيضاً للتعرف عليها، فهي تتصرف بعدوانية أكثر من الزائدة السرطاوية التقليدية. ويصل الانتشار عادةً إلى منطقة الغدد الليمفاوية والصفاق وخاصة المبيض. كما أنها لاتنتج مواد هرمونية كافية للتسبب في السرطاوي أو متلازمات الغدد الصماء الأخرى. وفي الحقيقة، فإنها أكثر شبهاً للأورام خارجية الإفراز أكثر من الأورام باطنية الإفراز. ويستخدم مصطلح ( سرطان خلايا السربيت) ، على الرغم من ذلك فـإن هذا المصطلح أكثر دقة من ( السرطاوي ) وهذا المصطلح لم يكن منافساً ناجحاً على الإطلاق.

## تاريخه
اكتشفت خلايا السرطاوي لأول مرة في عام 1907، والذي اكتشفها هو سيغفريد اوبرندوفر، الطبيب الشرعي الألماني في جامعة ميونيخ، كما أنه هو الذي صاغ مصطلح كارزنويد أو الشبيه بالسرطان لوصف السمة المميزه لهذا الورم، فهو يتصرف كالورم الحميد ولكن لديه الشكل الخبيث عند فحصه مجهرياً. وقد أدرك أن خصائصها متعلقة بالغدد الصماء وفي وقت لاحق وصفها قوزو وماسون في عام 1914 ، وتعرف هذه الأورام في الوقت الحاضر بأنها تنشأ من خَلِيَّةٌ مِعَوِيَّةٌ أَليفَةُ الكروم (EC) والشبيهه ب الخلية المعوية أليفة الكروم (ECL) خلايا الأمعاء. وثقت بعض المصادر بـ اكتشاف اوتو لوبتش. وفقا لجمعية السرطان الأمريكية، التعريف لمنظمة الصحة العالمية في عام 2000 أقرت ذلك:قسمت منظمة الصحة العالمية هذه الأورام إلى الورم العصبي الصماوي و السرطان العصبي الصماوي.  الأورام العصبية الصماوية تبدو كـ أورام حميدة ولكن من الممكن أن تنتشر في مناطق أخرى من الجسم، بينما السرطان العصبي الصماوي هو عبارة عن نمو غير طبيعي للخلايا العصبية الصماوية والتي من الممكن أن تنتشر لأجزاء أخرى في الجسم.